# Pyrtaula pellita
Pyrtaula pellita är en tvåvingeart som först beskrevs av Fisher 1937.  Pyrtaula pellita ingår i släktet Pyrtaula och familjen platthornsmyggor.
Artens utbredningsområde är New York. Inga underarter finns listade i Catalogue of Life.